# حسن المصري (ممثل مصري)
حسن المصري ممثل مصري .

## أعماله

### في السينما
- فيلم تك تك بوم

### في المسرح
- مسرحية أرواح الفجاله

### في الإخراج
- مسلسل سفير جهنم - مساعد مخرج

## روابط خارجية
- حسن المصري على موقع الدهليز
- حسن المصري على موقع قاعدة بيانات الأفلام العربية